# Pedro de la Sota
Pedro de la Sota Zorrakin (Buenos Aires, Argentina, 24 d'abril de 1949 -) és un director de cinema i guionista basc.

## Biografia
Va néixer en una família nacionalista basca exiliada després de la victòria de Franco. Va arribar a Europa de jove i va estudiar cinema a París. Va fer el seu primer treball cinematogràfic, documental, a França. El primer documental que va fer al País Basc va ser Nortasuna (1976), sobre l'escultor Remigio Mendiburu. Va fer el seu primer llargmetratge l'any 1980, Sabino Arana, però va tenir molt males crítiques. Després va participar al cicle "Ikuska", fent el 17, "Matxitxako itxasguda" (1983) i el 19, "Euskara" (1984). La seva obra principal va ser l'any 1989, el llargmetratge Viento de cólera, protagonitzat per Juan Echanove i Aitana Sánchez-Gijón.

## Filmografia
- Le diner des tétes (1972)
- Le vent des urnes (1973)
- Nortasuna (1976)
- Sabino Arana (1980)
- Txillida. Barne ikuspegia (1983)
- Ikuska 17 (1983)
- Ikuska 19 (1984)
- Viento de cólera (1988)
- Amorru Aizea (1989)